# Ганчи Чандыр
Ганчи Чандыр (узб. Ganchi Chandir / Ганчи Чандир) — посёлок городского типа, расположенный на территории Алатского района Бухарской области Республики Узбекистан.

Статус посёлка городского типа с 2009 года.